# 下青埔
下青埔，是臺灣桃園市觀音區的一個傳統地域名稱，位於該區南部。相較於今日行政區，其範圍大致包括藍埔里不含東側凸出部分、金湖里南部、坑尾里東南部。

## 歷史
台灣清治末期至日治初期，下青埔地區為一街庄，稱為「下青埔庄」，隸屬於竹北二堡。該庄北與坡藔庄為鄰，東隔大堀溪與下大堀庄為界，南邊為北勢庄，西邊為石磊仔庄、坑尾庄。
1901年（日治明治三十四年）11月，全台廢縣廳改設二十廳，該庄隸屬於桃仔園廳。1903年（明治三十六年），改名桃園廳。1909年（明治四十二年）10月，合併二十廳為十二廳，該庄隸屬不變。1920年（大正九年），廢十二廳改設五州二廳，該庄改制為「下青埔」大字，隸屬於新竹州中壢郡觀音庄，大字下有「下青埔」、「尾湖」、「樹子腳」小字名。
戰後觀音庄改制為觀音鄉，隸屬於新竹縣，大字亦改制為村。1950年桃、竹、苗分治，觀音鄉改隸屬於桃園縣。2014年12月，桃園縣升格為直轄桃園市，觀音鄉改制為觀音區，村亦改制為里。

## 聚落
本地區發展較早的聚落有下青埔、尾湖、樹仔腳等，在日治期初期的官方地圖上已有記載。此外，本地區尚有高厝、藍埔等聚落。

## 交通
省道台66線為於東西向快速道路系統「東西向快速公路－觀音大溪線」，大致以西北—東南走向經過下青埔地區西南部，在境內的區道桃84線交會處設有平面路口。由該道路向西北可前往觀音大潭以連接省道台61線（西部濱海快速道路），向東南可前往新屋、平鎮、大溪南興，可在平鎮系統交流道連接國道1號，亦可在終點處轉市道112甲線經由大溪交流道連接國道3號。
區道桃84線（新華路一段）是觀音新坡至大嶺頂的道路，大致以東北—西南走向經過本地區東南部。由該道路向東北可前往下大堀、新坡並止於中山路二段（舊市道112號）路口，向西南可前往大嶺頂並止於市道115號路口。該道路與省道台66線交會處設有平面路口可供進出該快速道路。
區道桃99線（金華路）是金湖至下青埔的道路，其南側端點位於本地區東南部區道桃84線路口。由此向北輚西北再轉北蜿蜒而行，出境後轉北北東可前往坡寮聚落的市道112號路口。